# Giáo phận Chiang Mai
Giáo phận Chiang Mai (tiếng Thái: สังฆมณฑลเชียงใหม่; tiếng Latinh: Dioecesis Chiangmaiensis) là một giáo phận của Giáo hội Công giáo Rôma ở Thái Lan. Lãnh đạo đuơng nhiệm của giáo phận là Giám mục Phanxicô Xaviê Vira Arpondratana.

## Địa giới
Địa giới giáo phận bao gồm các tỉnh Chiang Mai, Lampang (ngoại trừ huyện Ngao), Lamphun và Mae Hong Son ở Thái Lan.
Tòa giám mục và Nhà thờ chính tòa Thánh Tâm của giáo phận được đặt tại thành phố Chiang Mai.
Giáo phận được chia thành 34 giáo xứ.

## Lịch sử
Giáo hội Công giáo Chieng-Mai xuất hiện từ tháng 1/1931, khi hai linh mục của Hội Thừa sai Paris đến đây từ Bangkok. Trước đó đã có hai lần tiếp cận không thành, vào năm 1844 và 1914.
Năm 1931, nhà thờ Thánh Tâm, nhà thờ đầu tiên của giáo phận đã được xây dựng, và đến năm 1959 nhà thờ này đã trở thành nhà thờ chính tòa của giáo phận.
Hạt Phủ doãn Tông tòa Chieng-Mai được thành lập vào ngày 17/11/1959 theo tông sắc Caelorum regnum của Giáo hoàng Gioan XXIII, trên phần lãnh thổ tách ra từ Hạt Đại diện Tông tòa Bangkok (nay là Tổng giáo phận Bangkok). Giám mục người Pháp Lucien Bernard Lacoste thuộc Dòng Linh mục Thánh Tâm Chúa Giêsu Bétharram đã được bổ nhiệm làm Giám quản Tông tòa giáo phận. Giám mục Lacoste là Giám mục chính tòa Giáo phận Đại Lý ở Trung Quốc, tuy nhiên ông đã không thể hoạt động tại đây vì ông đã bị trục xuất khỏi lãnh thổ Trung Quốc vào năm 1952.
Vào ngày 28/2/1965 một nhà thờ chính tòa thứ hai lớn hơn được xây dựng, và bổn mạng nhà thờ vẫn là Thánh Tâm Chúa Giêsu.
Vào ngày 18/12/1965 Hạt Phủ doãn Tông tòa được nâng cấp thành một giáo phận theo tông sắc Qui in fastigio của Giáo hoàng Phaolô VI. Giám mục Lacoste tiếp tục giữ chức Giám quản Tông tòa giáo phận.
Vào ngày 2/7/1969 giáo phận đã đổi tên thành như hiện tại theo nghị định Cum Excellentissimus của Bộ Truyền giáo.
Vào ngày 20/6/1970 tỉnh Uttaradit đã được giáo phận trao cho Giáo phận Nakhon Sawan quản lí.
Năm 1975, giáo phận lần đầu được trao cho một giám mục người Thái quản nhiệm, Rôbertô Ratna Bamrungtrakul.
Vào ngày 30/10/1999 nhà thờ chính tòa thứ ba của giáo phận được xây dựng, trong đó bổn mạng nhà thờ vẫn là Thánh Tâm Chúa Giêsu.
Vào ngày 25/4/2018 một phần lãnh thổ giáo phận được tách ra để thành lập Giáo phận Chiang Rai.

## Giám mục quản nhiệm
Các giai đoạn trống tòa không quá 2 năm hay không rõ ràng bị loại bỏ.
- Trống tòa (1959-1975)

- Rôbertô Ratna Bamrungtrakul † (28/4/1975 - 17/10/1986 từ nhiệm)
- Giuse Sangval Surasarang † (17/10/1986 - 10/2/2009 từ nhiệm)
- Phanxicô Xaviê Vira Arpondratana, từ 10/2/2009

## Thống kê
Đến năm 2021, giáo phận có 55.601 giáo dân trên dân số tổng cộng 3.150.759, chiếm 1,8%.
| Năm  | Dân số   | Dân số    | Dân số | Linh mục      | Linh mục       | Linh mục      | Linh mục                | Phó tế | Tu sĩ     | Tu sĩ    | Giáo xứ |
| Năm  | giáo dân | tổng cộng | %      | linh mục đoàn | linh mục triều | linh mục dòng | tỉ lệ giáo dân/linh mục | Phó tế | nam tu sĩ | nữ tu sĩ | Giáo xứ |
| ---- | -------- | --------- | ------ | ------------- | -------------- | ------------- | ----------------------- | ------ | --------- | -------- | ------- |
| 1970 | 5.807    | 2.920.297 | 0,2    | 25            | 2              | 23            | 232                     |        | 33        | 31       |         |
| 1980 | 9.942    | 4.468.274 | 0,2    | 26            | 3              | 23            | 382                     |        | 33        | 35       | 18      |
| 1990 | 19.144   | 5.118.000 | 0,4    | 32            | 8              | 24            | 598                     |        | 35        | 50       | 20      |
| 1999 | 31.765   | 5.694.679 | 0,6    | 45            | 17             | 28            | 705                     |        | 42        | 72       | 24      |
| 2000 | 34.848   | 5.796.126 | 0,6    | 49            | 19             | 30            | 711                     |        | 60        | 79       | 25      |
| 2001 | 36.518   | 5.796.126 | 0,6    | 53            | 21             | 32            | 689                     |        | 60        | 100      | 26      |
| 2002 | 38.894   | 5.824.935 | 0,7    | 60            | 22             | 38            | 648                     |        | 62        | 97       | 26      |
| 2003 | 40.598   | 5.824.935 | 0,7    | 58            | 22             | 36            | 699                     |        | 64        | 101      | 26      |
| 2004 | 41.944   | 5.824.935 | 0,7    | 60            | 22             | 38            | 699                     |        | 61        | 110      | 27      |
| 2006 | 46.022   | 5.943.000 | 0,8    | 72            | 26             | 46            | 639                     |        | 68        | 109      | 32      |
| 2013 | 63.273   | 5.826.928 | 1,1    | 85            | 27             | 58            | 744                     |        | 102       | 151      | 45      |
| 2016 | 65.829   | 5.853.206 | 1,1    | 92            | 39             | 53            | 715                     |        | 98        | 170      | 47      |
| 2018 | 50.913   | 3.025.649 | 1,7    | 47            | 25             | 22            | 1.083                   |        | ?         | 107      | 31      |
| 2019 | 55.489   | 3.140.056 | 1,8    | 82            | 43             | 39            | 676                     |        | 82        | 125      | 34      |
| 2021 | 55.601   | 3.150.759 | 1,8    | 81            | 42             | 39            | 686                     |        | 84        | 130      | 34      |